# Hersch Lauterpacht
Hersch Lauterpacht (Zhovkva, Galítsia, 16 d'agost de 1897 – Londres, 8 de maig de 1960) fou un advocat i jutge del Tribunal Internacional de Justícia.

## Biografia
Hersh Lauterpacht va néixer el 16 d'agost de 1897 en una família jueva a la petita ciutat de Żółkiew, a l'Imperi Austrohongarès (actualment Ucraïna), a prop de Lviv. El 1911, la seva família es va traslladar a Lviv. El 1915 es va matricular a la facultat de dret de la Universitat de Lviv, on va tenir dificultats per graduar-se a causa dels seus orígens jueus. Després es va traslladar a Viena i Londres, on es va convertir en advocat especialitzat en dret internacional. Va obtenir el títol de doctor a la London School of Economics el 1925, amb la tesi «Private law analogies in international law», publicada el 1927.
El 1937 ja havia escrit diversos llibres sobre dret internacional. Va ajudar a processar els acusats en els Judicis de Nuremberg, col·laborant en la redacció del discurs del fiscal Hartley Shawcross. Lauterpacht va ser membre de la Comissió de Dret Internacional de les Nacions Unides del 1952 al 1954 i jutge del Tribunal Internacional de Justícia (TIJ) del 1955 al 1960. Els escrits i opinions (concordants i discordants) de Lauterpacht continuen citant-se amb freqüència en declaracions, sentències i opinions consultives del TIJ anys després de la seva mort. Va pronunciar la famosa cita: «international law is at the vanishing point of law».
El Lauterpacht Centre for International Law de la Universitat de Cambridge porta el seu nom, i el seu fill, Elihu Lauterpacht, que el va fundar en va ser el primer director.
L'historiador Samuel Moyn ha suggerit que Lauterpacht va ser un dels pocs advocats internacionals que feien campanyes actives pels drets humans a finals dels anys 1940 i que havia considerat «la Declaració Universal dels Drets Humans com una vergonyosa derrota dels ideals que va proclamar magníficament».

## Obres principals
- Private Law Sources and Analogies of International Law, London, 1927;
- The Function of Law in the International Community, Oxford, 1933;
- An International Bill of the Rights of Man, Oxford, 1945;
- Recognition in International Law, Cambridge, 1947;
- The Development of International Law by the International Court, London, 1958;
- Oppenheim's International Law, Vol. 1, 8th ed., 1958;
- Sir Gerald Fitzmaurice, Hersch Lauterpacht – The Scholar as Judge, Part I. 37 British Yearbook of International Law 1-72, 1961; Part II, 38 British Yearbook of International Law 1-84, 1962; Part III, 39 British Yearbook of International Law 133-189, 1963
- Annual Digest and Reports of Public International Law Cases, Vols. 1–16, subsequently continued as International Law Reports, Vols. 17–24
- International Law – The Collected Papers of Hersch Lauterpacht, Vol.5, Edited by Elihu Lauterpacht (Cambridge 2004) as reviewed by H.E. Former ICJ President Stephen M. Schwebel, in 99 American Journal of International Law 726-729 (2005)
- The Life of Hersch Lauterpacht (Cambridge November 2010) by Elihu Lauterpacht and ILR Announcement as reviewed by H.E. Former ICJ President Schwebel